# Joakim Ljungberg
Kenneth Magnus Joakim Ljungberg, född 14 oktober 1974, är en svensk före detta fotbollsspelare.

## Biografi
Ljungberg kom 1995 till allsvenska Västra Frölunda IF från Eds FF, och spelade sin första säsong två allsvenska matcher för klubben. Han värvades från Frölunda till Gais, då i division II Västra Götaland, kort före säsongsstart 1997, och var där en stabil mittback i början av säsongen innan han fick en lårskada. När han kom tillbaka från skadan fick han mest göra inhopp som anfallare eller mittfältare, dock utan någon större framgång. 1998 gick han till Falkenbergs FF, och 2000 spelade han för danska Frederikshavn FI.
Ljungberg hade mellan 1993 och 2002 spelat i alla divisioner från division 8 till Allsvenskan.[källa behövs]

## Klubbar
- Eds FF, 1989–1994
- Västra Frölunda IF, 1995–1996
- Gais, 1997
- Falkenbergs FF, 1998
- Åsa IF, 1999
- Fredrikshavn FI, 2000
- BK Skottfint, 2001–